# Favites monticularis
Espèce
Favites monticularis est une espèce de coraux de la famille des Merulinidae.

## Publication originale
- Mondal, Raghunathan & Venkataraman, 2013 : Description of Favites monticularis sp. nov. (Faviidae) off North Andaman Islands, India. Journal of Threatened Taxa, vol. 5, pp. 4510–4513 (introduction) (en).